# I Congreso Internacional de la Lengua Catalana

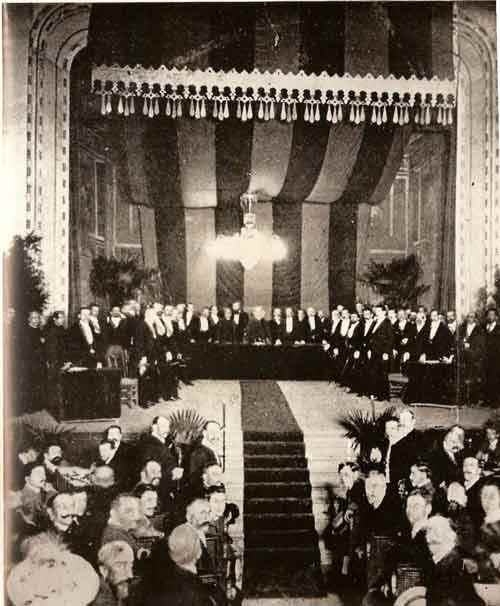
Inauguración del I Congreso Internacional de la Lengua Catalana (Barcelona, 1906).

El I Congreso Internacional de la Lengua Catalana se celebró en Barcelona del 13 al 18 de octubre de 1906. Organizado y presidido por Antoni M. Alcover, y asesorado por Bernhard Schädel, su objetivo principal fue orientar los estudios sobre la lengua catalana para redactar su primera gramática, pero los actos se convirtieron en una manifestación de adhesión colectiva a la lengua catalana y en un plebiscito a favor de la codificación del idioma. Además del aumento del prestigio del catalán, el principal fruto del Congreso fue la rápida normalización ortográfica y gramatical del catalán.

## Contexto histórico
Durante la época del Modernismo nacieron en Cataluña una serie de iniciativas para la institucionalización y modernización de la cultura y la lengua catalana al margen del oficialismo de la Restauración, como son los congresos de juristas y médicos en lengua catalana, el congreso universitario catalán, los Estudios Universitarios Catalanes, el Diccionari català-valencià-balear, impulsado por Antoni M. Alcover, el periodismo catalán o las colecciones de la editorial Avenç. Y la última de estas iniciativas fue el I Congreso Internacional de la Lengua Catalana bajo el título «Aixeca't i parla» («Levántate y habla»).
Las circunstancias políticas en que se celebró el Congreso es decir, la promulgación de la Ley de Jurisdicciones después de la suspensión de garantías constitucionales en Barcelona, unieron el catalanismo en la Solidaridad Catalana e hicieron que la celebración del congreso se convirtiera en un acto patriótico. La Lliga Regionalista también lo aprovechó para hacer pública su política cultural novecentista.

## Participación

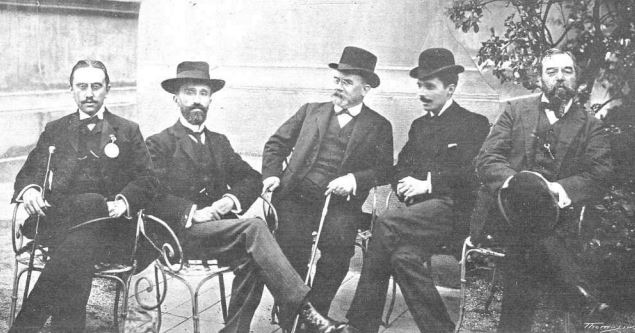
Comisión técnica: desde la izquierda, Jaume Algarra i Postius, Jaume Massó Torrents, Antonio Rubió y Lluch, José Pijoán y Joaquim Casas-Carbón (no aparece Antoni M. Alcover y sí está Algarra, de otra comisión).

Asistieron en el Congreso más de 3.000 congresistas, entre individuos y representantes de corporaciones, procedentes de todos los puntos de habla catalana, casi todos no lingüistas. La participación social en el Congreso hizo que, sobre todo en los actos no estrictamente académicos, fuera un acto de afirmación nacional. El éxito de la convocatoria atestiguaba el avance del uso social de la lengua catalana desde el comienzo de la Renaixença (1833) y significó un impulso a favor de los lingüistas que tenían que llevar a cabo la codificación de la lengua catalana y la normalización lingüística. El Congreso también sirvió para que Pompeu Fabra se diera a conocer públicamente.
Como representantes de los diferentes pueblos de lengua catalana, según la expresión empleada en el Congreso, hay que citar, además de los otros congresistas y entidades y de los miembros de la comisión técnica, del Principado de Cataluña, Ramón de Abadal, Juan Bardina, Marià Grandia, Ángel Guimerá, Joan Maragall, Pompeu Fabra, Manuel de Montoliu, Enric Prat de la Riba, Juan Rubió, Joaquim Ruyra; del País Valenciano, con el sobrenombre de honorarios, Teodoro Llorente Olivares, Luis Fullana Mira, Faustino Barberá Martí, Vicent Mancho Soriano y Vicent Graves i Roig de Alginet, entonces magistrado de la Audiencia de Barcelona y la asociación Lo Rat Penat; de las Baleares, Joan Alcover y Maspons, Gabriel Alomar, Miguel Costa y Llobera, Mateu Obrador y Bennàssar, Ángel Ruiz Pablo y Lorenzo Riber; de Cataluña Norte, Juli Delpont y Esteve Caseponce; de Alguer, Antoni Ciuffo y Joan Palomba.
Participaron en el Congreso los científicos extranjeros Körösi Albin (Budapest), Adolfo Bonilla y Sanmartín (Madrid), Göran Björkmann (Estocolmo), Dimitrios Bikelas (Atenas), Joseph Calmette (Dijon), Albert Counson (Halle), Prospèr Estieu (Raissac-sobre-Lampy, Languedoc), Arturo Farinelli (Innsbruck), Raymond Foulché-Delbosc (París), Pier Enea Guarnerio (Milà), Aniceto Goçalves Vianna (Lisboa), Fritz Holle (Berlín), Marcelino Menéndez Pelayo, miembro de la presidencia honoraria, Ramón Menéndez Pidal (Madrid), Alfred Morel-Fatio (París), Kristoffer Nyrop (Gentofle, Copenhague), Antonín Pikhard (Praga), Antonio Restori (Mesina), Huch A. Rennert (Filadelfia), Antonino Salinas (Palermo), Bernhard Schädel (Halle), Jean-Joseph Saroïhandy (Versailles), Karl Vollmöller (Dresde) y Eberhard Vogel Müller (Aquisgrán).

## Trascendencia
Una primera consecuencia de la celebración del Congreso fue el aumento del prestigio del catalán. Otra fue la fundación de la Sección Filológica del Instituto de Estudios Catalanes, un golpe obtenida la victoria electoral por la coalición Solidaridad Catalana, por Enric Prat de la Riba, que se rodeó de los organizadores del Congreso (Antoni Rubió y Lluch, Jaume Massó y Torrents, Joaquim Casas-Carbón y Josep Pijoan y Soteras). Prat de la Riba en el Congreso había homenajeado públicamente su presidente, Antoni M. Alcover, y después lo nombró presidente de la Sección Filológica y a Pompeu Fabra, miembro de la Sección, gracias a lo cual pudo fijar la lengua moderna. El Instituto de Estudios Catalanes en 1913 aprobó las normas ortográficas y después la gramática de Pompeu Fabra (1918) y el Diccionario General de la Lengua Catalana (1932), obra también de este lingüista.
Otra consecuencia del Congreso fue que la ortografía, la gramática y el diccionario oficiales se pudieron difundir sin casi nada de oposición en todo los Países Catalanes. Como consecuencia de esto se produjo un gran avance del catalán en todos los ámbitos. Más adelante, durante la dictadura franquista, la aceptación de estas normas también hizo posible la enseñanza clandestina del catalán y que, acabada la dictadura, se produjera una rápida e intensa reanudación gracias a la extensión de la alfabetización en catalán conseguida y por el prestigio que esta había dado al idioma.

## Contenido
Al principio, el tema del Congreso tenía que ser la sintaxis, pero, por la carencia de especialistas del país, se amplió a toda la gramática y después a todo tipo de cuestiones relacionadas con el catalán, y aconteció internacional. Las comunicaciones se distribuyeron en tres secciones, la filologico-histórica, la literaria y la social-jurídica. Se presentaron trabajos de historia social de la lengua (sustrato, adstrato, expansión, etc.), dialectología, fronteras lingüísticas, terminología y lenguajes de especialidad (jurídico, arquitectura y construcción, medicina, filosofía), situación sociolingüística, interferencia lingüística, morfología, sintaxis, lexicografía, fonética y prosodia, ortografía, etimología, traducción, periodismo, pedagogía, demografía, jurisprudencia, etc. Coincidiendo con el Congreso se celebró también una exposición del libro en catalán desde la Renaixença.
Fueron especialmente importantes las comunicación de Bernhard Schädel titulada Sobre el porvenir de los estudios lingüísticos catalanes, que incluyó la necesidad de un atlas lingüístico catalán; la de los mallorquines Joan Aguiló y Antoni Riera con el primer mapa del territorio de lengua catalana y la primera estadística de sus hablantes; la de José Bertrán y Musitu referida a los derechos lingüísticos de los catalanoparlantes y a la obligación del Estado español de proteger y fomentar la lengua catalana; la de Joaquim Casas-Carbón titulada Manera como se reforzarán y consolidarán los vínculos de solidaridad natural entre los pueblos de lengua catalana asegurándose el porvenir de nuestra literatura; la de Pompeu Fabra con uno de sus conjuntos de ensayos ortográficos más interesantes; y la de Enric Prat de la Riba titulada Importancia de la lengua dentro del concepto de la nacionalidad'.
El volumen Primer Congreso Internacional de la Lengua Catalana recoge toda la información relacionada con el Congreso, incluidas las intervenciones de los ponentes y las enmiendas presentadas, con la indicación de si eran admitidas o no por los ponentes.

## Actos paralelos
Los actos no académicos del Congreso consistieron en la sesión inaugural, al Teatro Principal; la inauguración de la exposición del libro catalán, al Palacio de Bellas artes; un garden-party en el Parque Güell, con música popular y sardanas; una Fiesta del Teatro Catalán, al Teatro Principal; una Fiesta de música popular; una comida para los congresistas extranjeros en el Tibidabo, con la inauguración de una lápida dedicada a Jacinto Verdaguer; la sesión de conclusión; una recepción al Salón de Ciento, de la Casa de la Ciutat; excursiones a diferentes poblaciones y una recepción al Ateneo Barcelonés.